# Leo Hönigsberg
Leo Hönigsberg (Zagreb, 1861. – Zagreb, 1911.), hrvatski arhitekt židovskog podrijetla.
Leo (Lav, Lavoslav) Hönigsberg studirao je 1879. – 1883. na Technische Hochschule u Beču kod Hainricha v. Ferstela i Karla Königa. Prakticirao u bečkima atelijerima kod Ludviga Tischlera (1883. – 1884.) i A. Kronesa (1885. – 1886.). Od 1887. djeluje u Zagrebu. Godine 1889. u zajednici s Deutschom osniva atelijer Hönigsberg & Deutsch.

## Atelijer Hönigsberg & Deutsch
Na prijelazu 19. – 20. stoljeće arhitektonski atelijer Hönigsberg & Deutsch jedan je od vodećih suvremeno ustrojenih zagrebačkih atelijera. Svojim će djelovanjem Hönigsberg & Deutsch postati najznačajnijim i najdjelatnijim predstavnicima kasne faze zagrebačkog historicizma,  u čijim će se ostvarenjima prepoznavati utjecaji bečkih arhitekata Ludviga Tischlera i Karla Königa, poznatih po građevinama neorenesansnih oblika. Upravo zahvaljujući bečkim dojmovima, ali i Deutschovim iskustvima, koje je stjecao u Belgiji, Nizozemskoj i Njemačkoj, te njegova suradnja s francuskim arhitektom Lefevreom u Parizu, zagrebačke će ulice na prijelomu stoljeća preplaviti eklektičko šarenilo neostilskih pročelja renesanse, baroka i rokokoa.
Samo u Zagrebu do 1900. atelijer Hönigsberg & Deutsch izvest će više od sto gradnji. Važnija ostvarenja: stambene palače Halper (1887. – 1888.), M. Hönigsberg (1887. – 1888.), Schlesinger (1891.), Preister-Schillinger (1891. – 1893.) i Bukovac (1895. – 1896.);  trgovačko-stambene zgrade M. Hönigsberg (1894.), Farkaš (1898.) i Spitzer (1899.), Dom saveza učiteljskih društava (1887. 1888.), Zagrebačka tvornica papira (1892. – 1894.), Starčevićev dom (1894. – 1895.), školska zgrada Izraelitske općine (1897. – 1898.), zgrada Kotarskog suda (1897. – 1898.), Učiteljski konvikt (1899.) i zgrada Hrvatsko – slavonskog domobranskog zapovjedništva (1900.).
Van Zagreba ostvarili su: postrojenje mesne ind. Braće Gavrilović u Petrinji (1895.), sinagogu u Križevcima (1895.), sinagogu u Slavonskom Brodu (1895.), te zgradu Financijalnog ravnateljstva i Županije u Požegi (1896. 1897.)
Ostvarenja nakon 1900. uglavnom su samostalna djela njihovih suradnika: Vjekoslava Bastla, Ivana Štefana i Otta Goldscheidera.
Kao građevno poduzetništvo Hönigsberg & Deutsch izvest će čitav niz objekata drugih autora: Zemaljsko narodno kazalište ( Fellner & Helmer, 1894. – 1895.), zgradu Hrvatske eskomptne banke (Fellner & Helmer, 1898. – 1899.), Umjetnički paviljon (Fellner & Helmer, 1897. – 1898.), Kraljevsko šumarsko ravnateljstvo (A. Aigner, 1898. – 1899.), Financijalno ravnateljstvo (L. Zobi, 1901. – 1902.), Direkciju državnih željeznica (F. Pfaff, 1902. – 1903.), Zem. hipotekarnu banku ( Fr. Schachner, 1903. – 1904.), prijamnu zgradu bolnice na Šalati (D. Sunko, 1909.), Zem. rodilište na Šalati (I. Fischer, 1913.). 
Van Zagreba prema Sunkovom projektu realizira bolnicu u Pakracu (1909.).
Nakon smrti Lea Hönigsberga, 1911. godine, vodstvo atelijera preuzima Julio Deutsch, a nakon njegove smrti 1922. atelijer nasljeđuje njegov sin Pavao Deutsch. Godine 1923. Pavao Deutsch se udružuje s arhitektom Aleksandrom Freudenreichom u atelijer Freudenreich & Deutsch.

## Galerija radova
- Honigsberg & Deutsch- Učiteljski dom, Trg maršala Tita 4, Zagreb (1888. – 1889.)
- Honigsberg & Deutsch- Hotel Palace, Trg J.J. Strossmayera 10,  Zagreb (1891. 1892.)
- Honigsberg & Deutsch- Atelijer i kuća Vlahe Bukovca, Trg kralja Tomislava 17, Zagreb (1896.)
- Vjekoslav Bastl za Honigsberg & Deutsch- Zgrada SKF, Trg maršala Tita 8, Zagreb (1902.- 1903.)
- Honigsberg & Deutsch - Starčevićev dom, Trg Ante Starčevića 6, Zagreb (1894./95.)

## Vanjske poveznice
- Hönigsberg i Deutsch Hrvatska tehnička enciklopedija, portal hrvatske tehničke baštine. LZMK